# Pod Zamczyskiem
Pod Zamczyskiem, Za Zamczyskiem, Pod Cisowcem – polana w masywie Flaków w Pieninach Czorsztyńskich. Znajduje się na ich południowych stokach, na wyrównaniu terenu pomiędzy szczytem Flaków a Zamczyskiem. Pod względem administracyjnym znajduje się w obrębie wsi Sromowce Wyżne w województwie małopolskim, w powiecie nowotarskim, w gminie Czorsztyn. Jest prywatną własnością mieszkańców tej wsi, ale włączona została w obręb Pienińskiego Parku Narodowego i gospodarka na niej odbywa się pod kontrolą dyrekcji tego parku.
Polana położona jest na wysokości około 640–690 m. Dzięki specyficznym warunkom glebowym, klimatycznym i geograficznym łąki i polany Pienińskiego Parku Narodowego były siedliskiem bardzo bogatym gatunkowo. Rosły na nich także liczne gatunki storczyków. Zmiana lub zaprzestanie ich użytkowania sprawiło jednak, że zmniejszyła się ich różnorodność gatunkowa. W latach 1987–1988 znaleziono tu bardzo rzadki, w Polsce zagrożony wyginięciem gatunek porostu – trzonecznicę wysmukłą Chaenotheca gracilenta.
W niewielkiej odległości na wschód na południowych stokach Flaków znajduje się druga polana o nazwie Za Cisowcem.

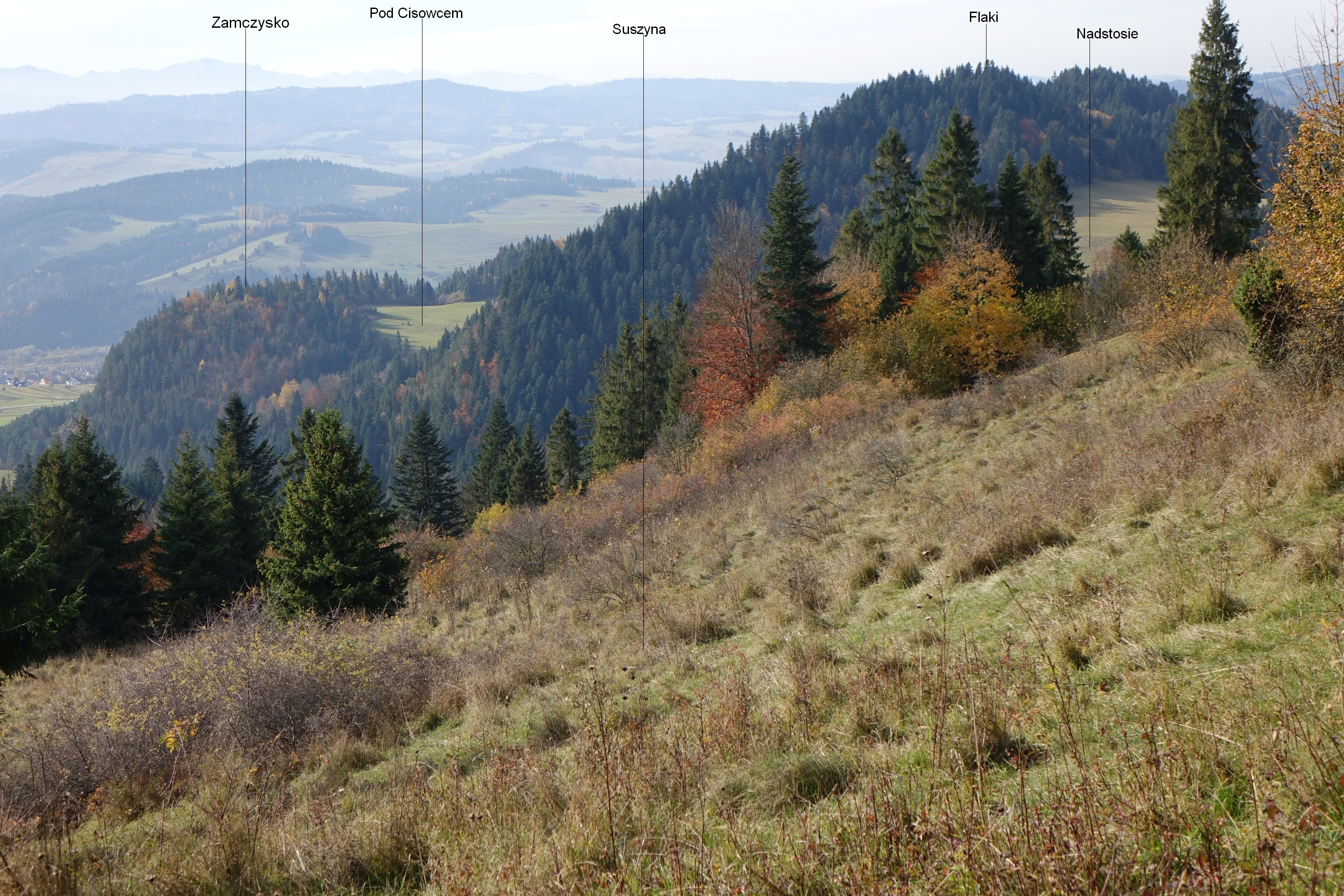
Widok z Suszyny